# Näshulta bruk
Näshulta bruk var ett järnbruk i Näshulta socken, Eskilstuna kommun, invid Näshultaån.
Näshulta bruk låg 200 meter uppströms Näshulta kvarn. En hammare för järnsmide drevs här redan å 1500-talet och på 1600-talet och 1700-talet låg här ett järnbruk. Verksamheten lades ned 1851, varpå byggnaderna en tid användes för tegelslageri, främst tillverkning av taktegel. Takpannorna märktes med N på baksidan. Verksamheten upphörde 1864.
Kvar på platsen finns nu endast fyra bruksstugor som fungerat som arbetarbostäder. En av dessa har en mycket ålderdomlig karaktär och skall enligt uppgift härstamma från 1600-talet. Väster om bruket ligger Kolartorp, där kolaren som svarade för leveranserna av kol till bruket bodde. Här finns två enkelstugor från 1700- och 1800-talen.